# Põltsamaa
Põltsamaa (in tedesco Oberpahlen) è una città dell'Estonia orientale, nella contea di Jõgevamaa. Il comune cittadino è stato inglobato nel 2017 nel  rispettivo comune rurale.